# Casalmaggiore
Casalmaggiore é uma comuna italiana da região da Lombardia, província de Cremona, com cerca de 13.809 habitantes. Estende-se por uma área de 63 km², tendo uma densidade populacional de 219 hab/km². Faz fronteira com Casteldidone, Colorno (PR), Martignana di Po, Mezzani (PR), Rivarolo del Re ed Uniti, Sabbioneta (MN), Viadana (MN).

## Demografia
| Variação demográfica do município entre 1861 e 2011                               |
|                                                                                   |
| Fonte: Istituto Nazionale di Statistica (ISTAT) - Elaboração gráfica da Wikipedia |